# Inga ciliata
Inga ciliata är en ärtväxtart som beskrevs av Karel Presl. Inga ciliata ingår i släktet Inga och familjen ärtväxter.

## Underarter
Arten delas in i följande underarter:
- I. c. ciliata
- I. c. subcapitata